# 沙村広明
沙村 広明（さむら ひろあき、1970年2月17日 - ）は、日本の男性漫画家、イラストレーター。千葉県出身、多摩美術大学美術学部油絵科卒。
1993年『月刊アフタヌーン』にてデビュー。異色時代劇『無限の住人』がデビュー作であり代表作。同作品により1997年、第1回文化庁メディア芸術祭マンガ部門優秀賞を受賞。
妻は漫画家の岡村星。

## 来歴

### デビューまで
小学生の頃から漫画家を志しており、将来の夢を聞かれて「漫画家」以外に答えたことが無いという。美術大学を志望したのも漫研に絵のうまい人がいっぱいいそう、という理由からで、美術予備校にて本格的にデッサンの勉強をしたのちに多摩美術大学に入学、油絵科に在籍するも、絵具の臭いが嫌で油絵はもともと好きではなく、在学中は漫研の活動がメインとなる。なお漫研の先輩に冬目景とウエダハジメがおり、学祭では冬目に女装させられている。玉置勉強は漫研の後輩となり、彼の著作の多くに沙村がイラストを寄稿している。また、同じ油絵科の同級生だった五十嵐大介と同じアトリエで絵を描いていたが、挨拶をしたのは講談社の忘年会が初めて。
当時は大友克洋の影響が強かった時代であり、周囲と同じく沙村も大友の影響を露骨に受けた作品を描いていた。後に大学まで行って漫研時代の沙村の作品を見たファンに「異様に大友タッチなんでビックリした」と言われたという。またデビューの際に大友の影響からの脱却を意識したとも語っている。
デビューのきっかけは大学祭のときに漫研OBの山田玲司に持込を勧められたことで、この勧めに従って講談社『月刊アフタヌーン』編集部に持ち込みをする。このとき谷崎潤一郎の『刺青』を漫画化したものが編集者の目に留まり、こういう時代ものを描く気はないか、と言われたことがデビュー作『無限の住人』制作のきっかけとなった。在学中のデビュー作執筆のため時間が無く、2枚の卒業制作のうち一枚は友人に頼み込んでやってもらったものだという。

### 『無限の住人』
1993年にアフタヌーン四季賞夏のコンテストで四季大賞を受賞した『無限の住人』は翌年より連載化する。この作品は当初は主人公が敵を一人一人倒していく活劇物であったが、後に多数の人物が登場する入り組んだ構成を採るようになる。沙村はこの変化について、連載開始後に一ノ関圭の作品を読んで「自分が『漫画の理想』と思っていることを見た」というほどの感銘を受け、描きたいものの方向性が変わったためであると説明している。
『無限の住人』は1997年に第1回文化庁メディア芸術祭マンガ部門優秀賞を受賞、また英語版が2002年にアイズナー賞最優秀国際作品部門を受賞している。2012年に全30巻で完結。連載15年目となる2008年と連載終了後の2019年に、2度アニメ化されている。

### その他の仕事
『無限の住人』の連載と並行して、1999年から2002年にかけて発行されていた『アフタヌーンシーズン増刊』にて竹易てあしの名前で、『おひっこし』などのコメディ作品を発表した。この作品ではアシスタント体制を整えるため、それまで自分で描いていた背景などをアシスタントに任せたという。『おひっこし』ほか竹易てあし作品は『おひっこし―竹易てあし漫画全集』のタイトルで沙村広明名義で刊行された。『おひっこし』刊行後「竹易てあし」名義は使用されていない。
また、成年向け漫画雑誌『漫画クリスティ』（光彩書房）などに「責め絵」をテーマにしたイラスト連作『人でなしの恋』を発表している。これらはもともと趣味で描いていたものであったが、大学の後輩の玉置勉強の勧めで商業誌に発表するようになった。2006年にこの連作を収録した同名の画集が一水社より刊行。なおこの連作にはかなり猟奇的な内容のものが含まれており、沙村自身「万人受けでない」「創作に当たり、刃物で実際に女性モデルに傷をつけてみた事で、あらためて自分は想像の中で女性を虐げる事に魅力を感じる普通の人間である事が分かった」とアフタヌーンの近況や画集のあとがきでコメントしている。猟奇的な漫画作品としては、孤児院にいる少女への凌辱・虐待が恒常的に行われた世界を舞台とするドラマ『ブラッドハーレーの馬車』がある。
2012年、『ハルシオン・ランチ』が星雲賞コミック部門の候補に選出された。2014年、『春風のスネグラチカ』により、第18回文化庁メディア芸術祭マンガ部門優秀賞を受賞。
2014年から『月刊アフタヌーン』で連載されている『おひっこし』系統のコメディ作品『波よ聞いてくれ』は、2020年にアニメ化され、2019年に制作された『無限の住人-IMMORTAL-』の地上波放送と同時放映になった。

## 画風
文化庁メディア芸術祭選評では「活版印刷の限界に挑むかのような繊細なタッチ」「画面描写の独特の品格」など、画力が高く評価された。
代表作『無限の住人』では、劇中に鉛筆描きの絵をしばしば挿入している。漫画原稿では線がきれいに印刷されないため一般的には下書き以外に鉛筆は使用しないが、写真仕様のコピーを取ることで鉛筆で薄く書いた部分がドット処理され、これによってスクリーントーンでは不可能な微妙な濃淡を表現している。『無限の住人』各話の扉絵もこの方法で描かれており、また『人でなしの恋』ほか各種イラストレーションでも同様の鉛筆画が描かれている。
漫画のペン入れにはつけペンは使用しておらず、主線はピグマ（ミリペン）、着物部分は筆ペンで描かれている。

## 趣味・嗜好
沙村は各種のインタビューで自身の様々な趣味、嗜好を明かしており、作品への影響も語っている。
漫画
1995年の『ぱふ』（雑草社）のインタビューでは「心の師」として手塚治虫、星野之宣、一ノ関圭を挙げている。星野の『ベムハンターソード』は『無限の住人』の主人公の造形に影響を与えているという。また2001年の『クイックジャパン』のインタビューでは自身の漫画の原体験として手塚治虫、藤子不二雄、高橋留美子を挙げた。
小説
好きな小説家として谷崎潤一郎を挙げており、特に『少将滋幹の母』を好きな作品だとしている。上述のように沙村は谷崎の『刺青』を漫画化しており、これが『無限の住人』のビジュアル面での原点かもしれないとしている。
映画
好きな映画として『ニキータ』『ヘザース』『女囚さそり（2作目）』を挙げており、『月刊少年シリウス』連載の『ベアゲルター』はこの映画趣味を前面に押し出した作品である。また女優の吉永小百合のファンであり、『無限の住人』単行本第1巻の見返しの自画像には「さゆりすと（吉永小百合ファンの意）」の文字が書き込まれている。
音楽
『無限の住人』に影響のあった音楽として芸能山城組と人間椅子を挙げている。人間椅子はその後、1996年に『無限の住人』のイメージアルバムを製作している。一番好きなバンドはクイーン、2番目がブラック・サバスとジッタリン・ジン。こういった音楽の嗜好を作品に持ち込むことも多々あり、『おひっこし』では特にそれが顕著に見られる（人間椅子、ヴェノム、アイアン・メイデンなどのネタを盛り込んでいる）。また『無限の住人』には海外のバンドやミュージシャンの名前をもじった登場人物が多数登場する。
ゲーム
「昔はゲーマーだった」と語っており、その後もPlayStation 2の作曲ソフトで自作の歌詞に曲をつけるなどしている。なお『無限の住人』連載初期にはある格闘ゲームと主人公の造形が似ていたため、影響を受けたのかとよく聞かれて嫌だったという（某ゲームは1993年7月7日稼働のため、同時期と言った方が正しい）。2006年の『メカビ』vol.2では美少女ゲームについても言及している。『ハルシオン・ランチ』作中では『レイディアント　シルバーガン』『サンダーフォースⅤ』などのシューティングゲームが小ネタに使われている。

## 作品

### 連載漫画
| 連載期間      | 作品名                 | 出版社   | 連載雑誌                  | 巻数                              |
| ------------- | ---------------------- | -------- | ------------------------- | --------------------------------- |
| 1994年-2012年 | 無限の住人             | 講談社   | 月刊アフタヌーン          | 全30巻（2013年2月22日最終巻刊行） |
| 2005年-2007年 | ブラッドハーレーの馬車 | 太田出版 | マンガ・エロティクスF     | 全1巻                             |
| 2008年-2011年 | ハルシオン・ランチ     | 講談社   | good!アフタヌーン         | 全2巻                             |
| 2010年-2017年 | 幻想ギネコクラシー     | 白泉社   | 楽園 Le Paradis           | 全2巻                             |
| 2011年-連載中 | ベアゲルター           | 講談社   | ネメシス→月刊少年シリウス | 既刊7巻                           |
| 2013年-2014年 | 春風のスネグラチカ     | 太田出版 | マンガ・エロティクスF     | 全1巻                             |
| 2014年-連載中 | 波よ聞いてくれ         | 講談社   | 月刊アフタヌーン          | 既刊12巻                          |

### その他作品
| 発売年         | 作品名                                | 出版社       | ISBN               | 備考                                                                       |
| -------------- | ------------------------------------- | ------------ | ------------------ | -------------------------------------------------------------------------- |
| 2002年6月19日  | おひっこし 竹易てあし漫画全集         | 講談社       | ISBN 4063142965    | 短編集                                                                     |
| 2006年12月21日 | 人でなしの恋                          | 一水社       | ISBN 4-87076-654-X | 画集、「漫画クリスティ」(光彩書房) 、「知的色情」(一水社)ほか イラスト連作 |
| 2009年9月23日  | シスタージェネレーター 沙村広明短編集 | 講談社       | ISBN 4063145980    | 短編集                                                                     |
| 2014年9月22日  | ティルガング                          | ヴァニラ画廊 | -                  | 人形作家 森馨との作品集                                                    |
| 2022年9月10日  | 樫村一家の夜明け                      | 日本文芸社   | ISBN 9784537145403 | 妻の岡村星との合作を収録                                                   |

### 読み切り、短編
| 作品名 | 発表                                                        | 収録単行本 | 備考                                                                                 |
| --- | ----------------------------------------------------------- | --- | ------------------------------------------------------------------------------------ |
| 無限の住人 | 月刊アフタヌーン1993年8月号、講談社                         | 無限の住人第01巻 | 1993年アフタヌーン四季賞にて四季大賞を受賞 単行本第1巻に「序幕」として収録されている |
| みどろヶ池に修羅を見た | アフタヌーンシーズン増刊No.1、1999年、講談社                | おひっこし 竹易てあし漫画全集 (2002) | 竹易てあし名義                                                                       |
| 少女漫画家無宿 涙のランチョン日記 | アフタヌーンシーズン増刊No.2、2000年、講談社                | おひっこし 竹易てあし漫画全集 (2002) | 竹易てあし名義                                                                       |
| おひっこし | アフタヌーンシーズン増刊No.4-5(2000年)、7-9(2001年)、講談社 | おひっこし 竹易てあし漫画全集 (2002) | 全5話、竹易てあし名義                                                                |
| 青春じゃんじゃかじゃかじゃか | 2003年8月、赤い牙3 (同人誌)                                 | シスタージェネレーター 沙村広明短編集 （アフタヌーンKC、2009年9月23日初版発行、ISBN 978-4-06-314598-4 講談社） 「このマンガがすごい!2011」で25位にランクイン |                                                                                      |
| エメラルド | 月刊アフタヌーン2004年12月号、講談社                        | シスタージェネレーター 沙村広明短編集 （アフタヌーンKC、2009年9月23日初版発行、ISBN 978-4-06-314598-4 講談社） 「このマンガがすごい!2011」で25位にランクイン |                                                                                      |
| 制服は脱げない | QuickJapan58-63、65、66号(2005年-2006年)、太田出版          | シスタージェネレーター 沙村広明短編集 （アフタヌーンKC、2009年9月23日初版発行、ISBN 978-4-06-314598-4 講談社） 「このマンガがすごい!2011」で25位にランクイン | 全8話                                                                                |
| 下層戦略 鏡打ち | 近代麻雀オリジナル2006年3月号、竹書房                       | シスタージェネレーター 沙村広明短編集 （アフタヌーンKC、2009年9月23日初版発行、ISBN 978-4-06-314598-4 講談社） 「このマンガがすごい!2011」で25位にランクイン |                                                                                      |
| ブリギットの晩餐 | 月刊アフタヌーン2006年9月号、講談社                         | シスタージェネレーター 沙村広明短編集 （アフタヌーンKC、2009年9月23日初版発行、ISBN 978-4-06-314598-4 講談社） 「このマンガがすごい!2011」で25位にランクイン |                                                                                      |
| シズルキネマ | 月刊コミックフラッパー2008年6月号、メディアファクトリー     | シスタージェネレーター 沙村広明短編集 （アフタヌーンKC、2009年9月23日初版発行、ISBN 978-4-06-314598-4 講談社） 「このマンガがすごい!2011」で25位にランクイン |                                                                                      |
| 久誓院家最大のショウ | 月刊アフタヌーン2009年9月号、講談社                         | シスタージェネレーター 沙村広明短編集 （アフタヌーンKC、2009年9月23日初版発行、ISBN 978-4-06-314598-4 講談社） 「このマンガがすごい!2011」で25位にランクイン |                                                                                      |
| 描き下ろしイラスト「少女製造器 守備隊」 蔵出しイラスト「本を読む少女」/「エメラルド」 予告イラスト/「久誓院家最大のショウ」 予告イラスト/AN AFTERWORD |                                                             | シスタージェネレーター 沙村広明短編集 （アフタヌーンKC、2009年9月23日初版発行、ISBN 978-4-06-314598-4 講談社） 「このマンガがすごい!2011」で25位にランクイン |                                                                                      |
| イヴァン・ゴーリエ | 楽園 第12号 2013年6月                                       | 幻想ギネコクラシー 第1巻 |                                                                                      |
| 鳳梨娘 | 楽園 第13号 2013年10月                                      | 幻想ギネコクラシー 第1巻 |                                                                                      |
| ぷれぐなぷれぐな | 楽園 第14号 2014年2月                                       | 幻想ギネコクラシー 第2巻 |                                                                                      |
| 軍傳 | 週刊ヤングマガジン2016年10号、講談社                        | 幻想ギネコクラシー 第2巻 | YM35周年記念大型読切企画BULLET第9弾                                                  |
| 樫村一家の夜明け | 週刊漫画ゴラク5月11日・18日号、日本文芸社                   | 樫村一家の夜明け | 岡村星原作                                                                           |
| 鬼脊上村の晦 | 楽園 第24-26号                                              | 単行本未収録 | 全3話                                                                                |
| 20世紀のアフタヌーン 〜由利編集長のはなし〜 | 月刊アフタヌーン2022年2月号、講談社                         | 単行本未収録 | 月刊アフタヌーン35周年記念特別読み切り                                               |

### イラスト
- Images （アフタヌーンシーズン増刊） - イラスト連載
- 大魔神（2001年、筒井康隆著、徳間書店） - 挿絵
- エルダ混沌の<市>（上下巻、2005年、ジュード・フィッシャー著、ハヤカワ文庫） - 表紙イラスト
- 喪男の哲学史（2006年、本田透著、講談社）- 表紙イラスト
- トリビュート to 宙のまにまに （2009年、月刊アフタヌーン） - 2009年7月号に掲載。柏原麻実作の漫画作品『宙のまにまに』を題材にしたイラスト作品。
- 「えの素トリビュート」（2006年10月、榎本俊二、講談社）- 挿絵
- 武蔵三十六番勝負（全5巻、2010年 - 2011年、楠木誠一郎著、角川書店） - 表紙イラスト

### その他
- 立体忍者活劇 天誅（アクワイア、PlayStation用ゲームソフト、1998年） - 美術
- どろろ（セガ、PlayStation 2用ゲームソフト、2004年） - キャラクターデザイン
- TVアニメ 無限の住人（浅野道場復興会、2008年） - 第10話にて「風車売り」役で声優出演
- 懺・さよなら絶望先生 第1話エンドカード（原作：久米田康治、監督：新房昭之、2009年）